# Nicolò Sebregondi
Nicolò Sebregondi (o Sebregundi) (Sondrio, 1585 – Mantova, 1652) è stato un architetto e pittore italiano.

## Biografia

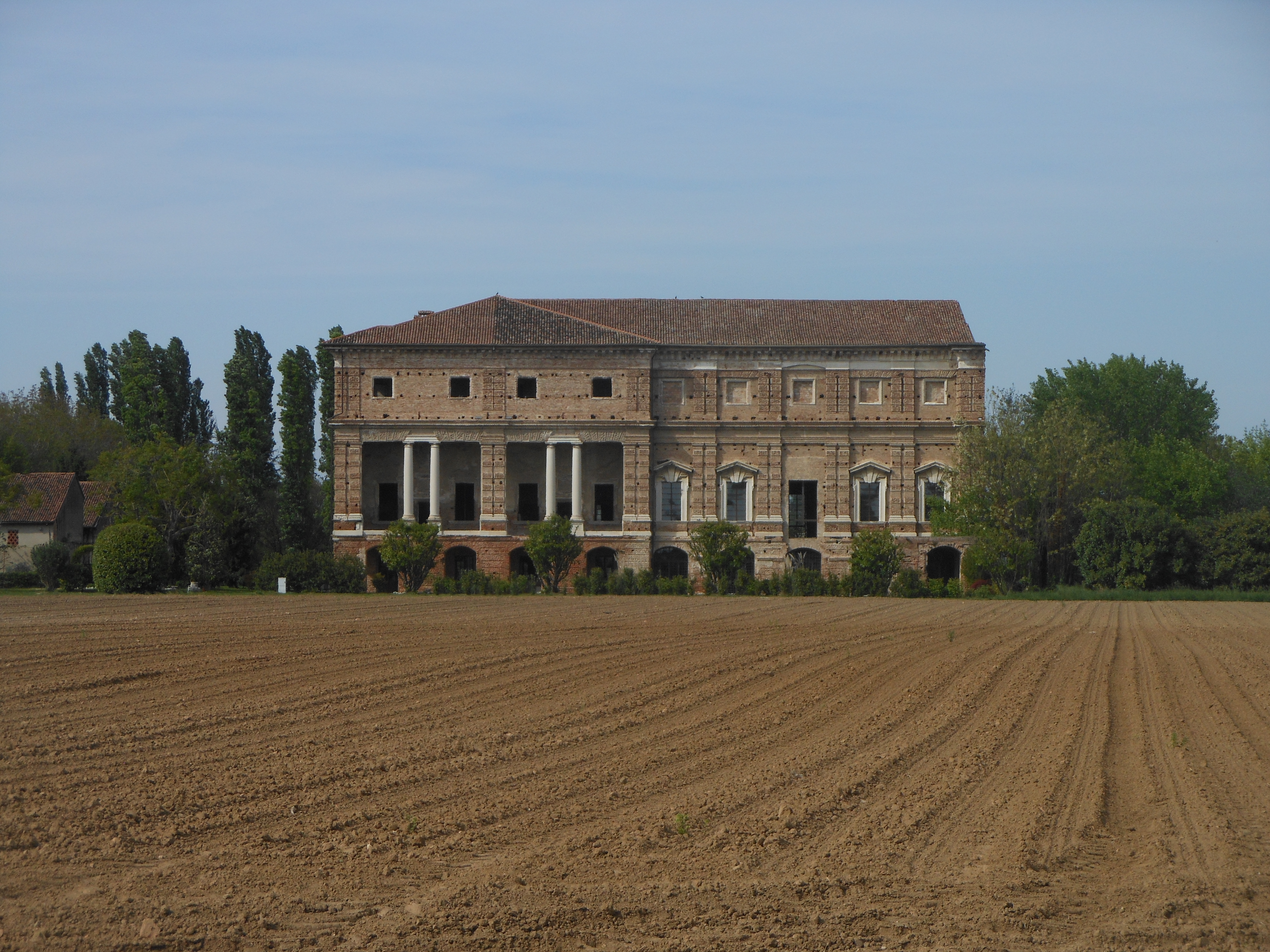
Villa La Favorita

Studiò pittura nelle Fiandre. Agli inizi del Seicento lavorò a Roma dove nel 1612 progettò e ricostruì la Chiesa di Santa Maria del Pianto.
Eseguì anche la facciata di Palazzo Crescenzi.
Durante il soggiorno romano conobbe il cardinale Ferdinando Gonzaga che quando fu chiamato a ricoprire il ruolo di Duca succedendo al fratello deceduto nel 1613, lo chiamò a Mantova alla corte dei Gonzaga dove costruì nel periodo 1613-1624 la Villa La Favorita, alla periferia della città, nella quale Ferdinando Gonzaga ipotizzava di spostare la sede ducale.
Albrecht von Wallenstein, militare e politico ceco, chiamò, tra gli altri, il Sebregondi per l'edificazione, nel quartiere di Malá Strana a Praga, dell'imponente costruzione barocca di Palazzo Wallenstein.

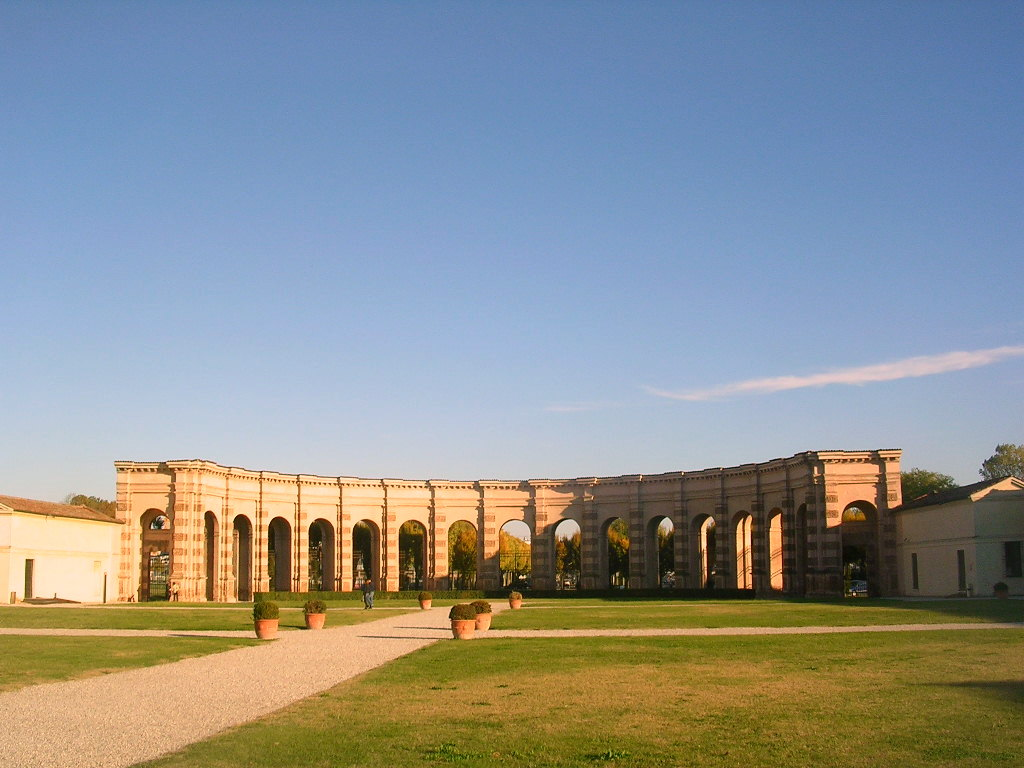
L'esedra di Palazzo Te in Mantova

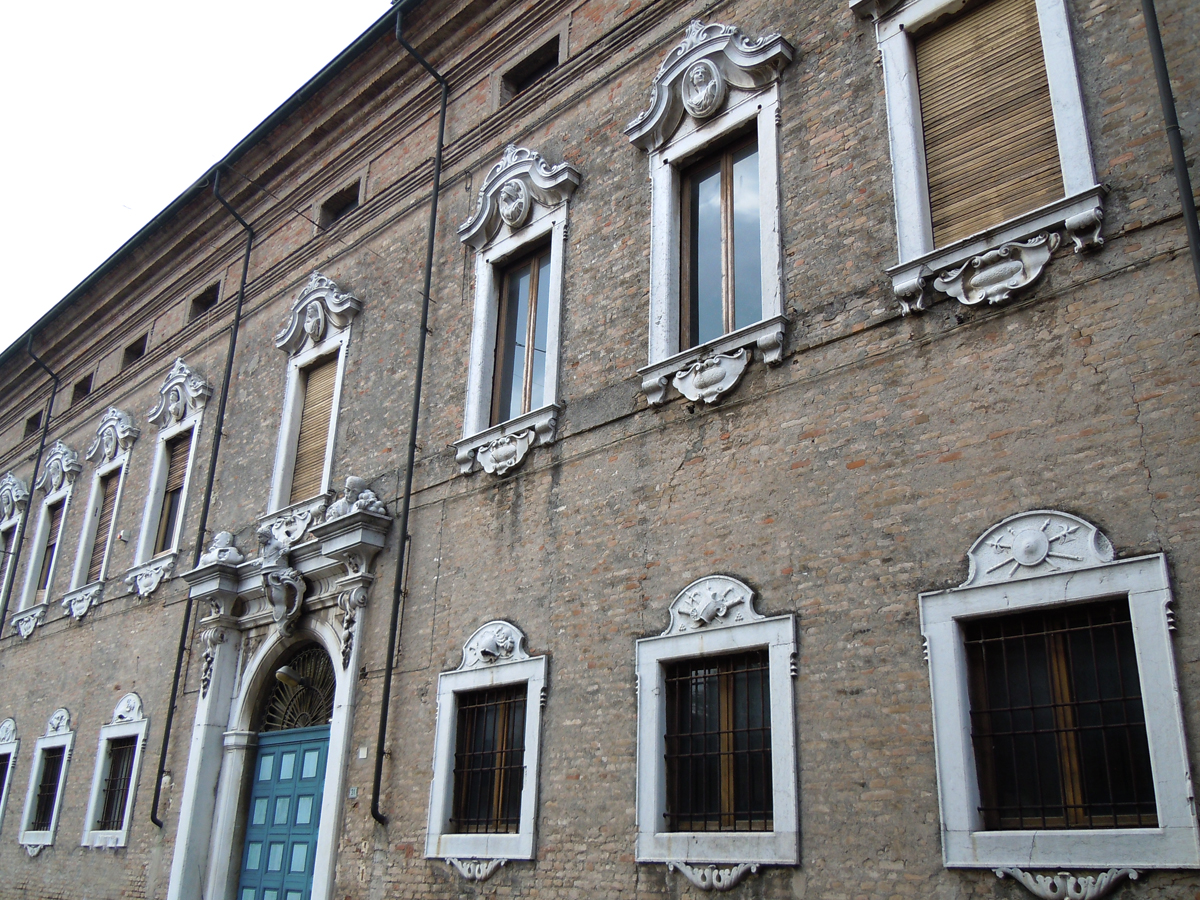
Asola, Palazzo Beffa Negrini

Sempre a Mantova iniziò la costruzione della facciata di Palazzo Valenti Gonzaga, che venne ultimata nel 1677 dall'architetto fiammingo Frans Geffels.
Al Sebregondi si deve l'edificazione nel 1651 delle Fruttiere di Palazzo Te per il ricovero invernale di piante e agrumi e gli è attribuito il progetto della scenografica esedra ad emiciclo che unisce le Fruttiere all'appartamento del giardino segreto.
Gli fu attribuita anche l'edificazione di Palazzo Beffa Negrini ad Asola.
Alcune sue altre opere tra cui Porta Cerese e l'Eremo dei Padri Camaldolesi nel Bosco della Fontana a Marmirolo nei secoli successivi furono oggetto di demolizione e sono andate definitivamente perdute.